# Singhiella citrifolii
Bọ phấn cánh vân mây hay bọ phấn ngũ gia bì (Singhiella citrifolii) là một loài côn trùng cánh nửa trong họ Aleyrodidae, phân họ Aleyrodinae.
Singhiella citrifolii được Morgan miêu tả khoa học đầu tiên năm 1893.